# Терешполь-Заоренда
Терешполь-Заоренда (пол. Tereszpol-Zaorenda) — село в Польщі, у гміні Терешполь Білґорайського повіту Люблінського воєводства. Населення — 1123 особи (2011).

## Історія
У 1975-1998 роках село належало до Замойського воєводства.

## Населення
Демографічна структура станом на 31 березня 2011 року:
|          | Загалом | Допрацездатний вік | Працездатний вік | Постпрацездатний вік |
| -------- | ------- | ------------------ | ---------------- | -------------------- |
| Чоловіки | 574     | 134                | 381              | 59                   |
| Жінки    | 549     | 122                | 296              | 131                  |
| Разом    | 1123    | 256                | 677              | 190                  |